# Karl Wienand

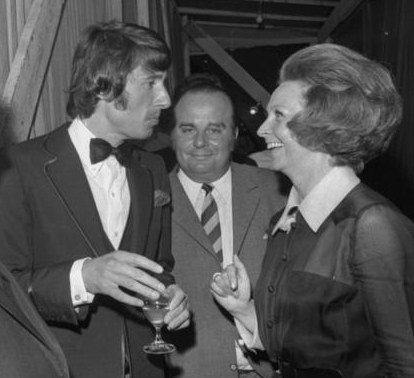
Wienand (Mitte) mit Udo Jürgens und Rut Brandt

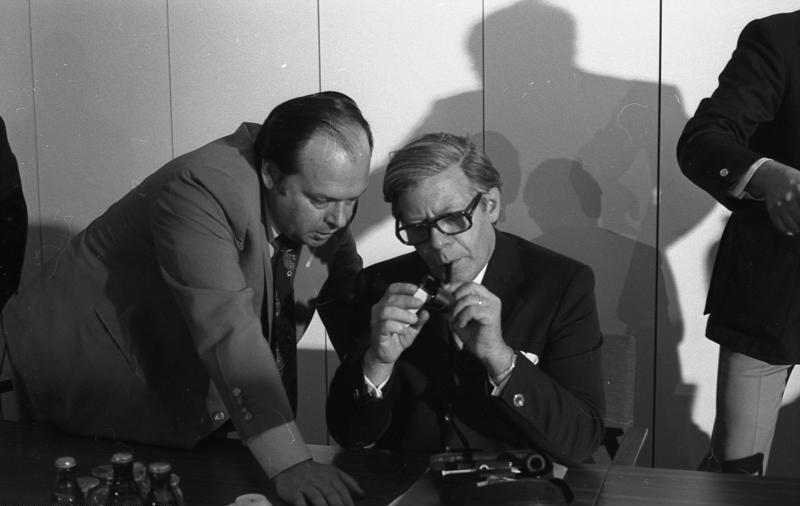
Wienand (links) zusammen mit Helmut Schmidt (1974)

Karl Wienand (* 15. Dezember 1926 in Lindenpütz; † 10. Oktober 2011 in Trier) war ein deutscher Politiker der SPD und Agent des Ministeriums für Staatssicherheit (MfS) der DDR.

## Leben
Karl Wienands Vater war als Kommunist mehrfach inhaftierter Gegner des NS-Regimes, der oft gegen dessen Agitator Robert Ley auftrat und schließlich von den Nationalsozialisten ermordet wurde.
Nach dem Besuch der Volksschule wurde Wienand 1941 wegen seiner Begabung auf die Lehrerbildungsanstalten in Bad Godesberg und Xanten geschickt. Wienand leistete Kriegsdienst im Zweiten Weltkrieg in einem Strafbataillon und wurde schwer verwundet. Er erlitt einen Kopfschuss und einen Spatenhieb in den Arm; ein Bein musste ihm amputiert werden. Er galt als zu „70 Prozent kriegsbeschädigt“.
Der zweimalige Witwer war Vater und Stiefvater von fünf Kindern. Ein Sohn aus erster Ehe starb bei einem Unglück. 1975 wurde er Geschäftsführer der Bonner Gesellschaft für kosmetische plastische Chirurgie und Ästhetik mbH Klinik International.

## Partei
Wienand beantragte am 9. Oktober 1943 die Aufnahme in die NSDAP und wurde zum 20. April 1944 aufgenommen (Mitgliedsnummer 10.014.358). 1947 schloss Wienand sich der SPD an. 1950 wurde er in den Unterbezirksvorstand der SPD im Rhein-Sieg-Kreis gewählt. Bereits 1951 kam er in den Vorstand des SPD-Bezirks Mittelrhein und wurde 1955 Mitglied des SPD-Parteirats. 1990 zog er sich aus der Politik zurück. 2002 trat er aus der SPD aus, um einem Parteiausschlussverfahren zuvorzukommen.
Laut Herbert Wehner galt Wienand als „Mann für heikle Fälle“. Nach Auffassung des Historikers Arnulf Baring gehörte er „zum sozialliberalen Kernbereich, zur Handvoll ihrer wichtigsten Figuren“.

## Abgeordneter
Bei der Bundestagswahl 1953 wurde Karl Wienand im Alter von 26 Jahren jüngster Abgeordneter im 2. Deutschen Bundestag. Vom 15. November 1963 bis 13. April 1967 war er im Bundestag stellvertretender Vorsitzender des Verteidigungsausschusses. Vom 3. März 1964 bis zum 27. April 1967 leitete er den Fraktionsarbeitskreis für Sicherheitsfragen der SPD-Fraktion im Bundestag. Vom 7. März 1967 bis zum 30. August 1974 war Wienand Parlamentarischer Geschäftsführer. Sein Bundestagsmandat legte er am 3. Dezember 1974 nieder.

## Skandale und Prozesse
Wienand war in eine Reihe von politischen Skandalen verwickelt und wurde mehrfach rechtskräftig verurteilt.

### Paninternational
Bei einer Notlandung eines Flugzeugs der Charterfluggesellschaft Paninternational am 6. September 1971 auf der Autobahn bei Hamburg starben 22 Menschen. Wienand, der Beraterhonorare in Höhe von 162.500 D-Mark erhalten hatte, wurde 1971 vorgeworfen, die Fluggesellschaft vor einer Prüfung durch das Luftfahrt-Bundesamt geschützt zu haben. Ein Untersuchungsausschuss des Bundestages befasste sich mit diesem Thema, kam jedoch im Parteienstreit zu keiner abschließenden Bewertung.

### Misstrauensvotum
Beim Misstrauensvotum gegen Bundeskanzler Willy Brandt 1972 soll Wienand dem CDU-Bundestagsabgeordneten Julius Steiner 50.000 DM dafür gezahlt haben, sich der Stimme zu enthalten (Steiner-Wienand-Affäre). So erklärte es 1973 der zwischenzeitlich aus dem Bundestag ausgeschiedene Steiner auf einer Pressekonferenz. Später kam heraus, dass Steiner 50.000 DM vom MfS erhalten hatte; ob er sich doppelt bezahlen ließ, konnte nicht geklärt werden.

### Steueraffäre
1973 erfolgte die Aufhebung von Wienands Immunität als Bundestagsabgeordneter wegen des Verdachts der Steuerhinterziehung. 1975 wurde er zu insgesamt 102.000 DM Geldstrafe wegen Steuerhinterziehung – auch für die Bezüge von Paninternational – verurteilt.

### Spionageaffäre
Im Jahr 1993 brachte eine Agenten-Beschreibung aus der Hauptverwaltung A (HVA) Ermittler der Bundesanwaltschaft auf Wienands Spur als DDR-Spion. Seit Juni 1959 hatte das MfS zu Wienand einen IM-Vorlauf „Streit“ geführt. 1971 wurde „Streit“ in einen IMA-Vorgang umgeschrieben und Wienand im Statistikbogen als „Kontaktperson“ bezeichnet. 1988 wurde er zu einer Objektquelle umregistriert. Die Bundesanwaltschaft warf ihm vor, von 1970 bis 1989 bewusst geheimdienstlich mit der HVA des MfS zusammengearbeitet zu haben. Das Oberlandesgericht Düsseldorf bewertete Wienands DDR-Kontakte erst ab 1976 als strafbar, da er bis dahin ein Mandat für offizielle Gespräche gehabt habe, und verurteilte ihn 1996 wegen Spionage zugunsten der DDR zu zweieinhalb Jahren Haft und einer Geldstrafe in der Höhe der Zahlungen, die Wienand vom MfS erhalten hatte: eine Million DM. Nach den Erinnerungen des HVA-Chefs Markus Wolf stand Wienand seit Ende der 1960er Jahre in Kontakt zur DDR-Auslandsspionage. Der Bundesgerichtshof verwarf am 28. November 1997 die von Wienand eingelegte Revision, wodurch das Düsseldorfer Urteil rechtskräftig wurde. Daraufhin setzte Bundespräsident Roman Herzog durch einen Gnadenakt wegen Wienands Herzerkrankung die Haftstrafe für fünf Jahre zur Bewährung aus. Wienand bestritt die Vorwürfe bis zu seinem Tod.

### Kölner Spendenaffäre
Wienand nahm in den 1990er Jahren bei Planung und Bau der Kölner Müllverbrennungsanlage (MVA) Schmiergelder in Millionenhöhe an. Ihm wurde neben Beihilfe zur Bestechlichkeit auch Bestechung und Steuerhinterziehung vorgeworfen. 2002 saß er drei Monate in Untersuchungshaft, bevor ihm wegen seines angegriffenen Gesundheitszustandes Haftverschonung gegen Auflagen (Abgabe von Reisepass und Personalausweis, darüber hinaus dreimal wöchentlich Meldung bei der örtlichen Polizeidienststelle) durch das Oberlandesgericht Köln gewährt wurde. Die Auflagen wurden im August 2003 vom Landgericht Köln aufgehoben. Der Prozess konnte wegen des Gesundheitszustandes von Wienand lange nicht eröffnet werden. Am 14. Dezember 2004 verurteilte das Kölner Landgericht Karl Wienand zu einer Haftstrafe von zwei Jahren, die zur Bewährung ausgesetzt wurde. Das Gericht sah es als erwiesen an, dass der 77-Jährige sich der Beihilfe zur Untreue schuldig gemacht hatte. Wienands Anwalt hatte am ersten Verhandlungstag eingeräumt, dieser habe eine Schwarzgeldzahlung in Höhe von nur einer Million Euro im Zusammenhang mit der Kölner MVA angenommen und nicht in Höhe von 2,1 Millionen Euro, wie von der Staatsanwaltschaft behauptet wurde. Der Bundesgerichtshof hob das Urteil 2005 in den Teilen auf, in denen Wienand vom Landgericht Köln freigesprochen worden war.

## Öffentliche Ämter
- 1952: Bürgermeister der Gemeinde Rosbach (Windeck)

## Veröffentlichungen
- Der Partei oder dem Gewissen verpflichtet? In: Die Neue Gesellschaft. Nr. 3, 1970, S. 366–371.